# 釜馬民主抗爭
釜馬民主抗爭（：／），又稱釜馬民主化運動、釜馬事件或釜馬事態，是於1979年10月16日至20日期間發生在釜山及馬山，由當地民眾組織的大規模抗議。事件起因是最大在野黨新民党總裁金泳三被執政黨民主共和黨控制的国会強行剝奪其議員資格，引發釜山及馬山的民眾抗議，並要求結束維新體制。

## 簡介
執政民主共和黨挾三分之二的國會多數控制，強行褫奪新民党總裁金泳三的議員資格。
因當時另一位反對派領袖金大中正被拘禁，金泳三作為國會內唯一反對黨領袖，當他被褫奪議員資格後，引發嚴重波動及美國政府的關注。大型示威及學生抗爭運動隨即爆發。
金泳三所屬選區的釜山直轄市（現釜山廣域市）及鄰近的馬山市（現昌原市的一部份）學生、市民為反獨裁和民主化而發動之大規模示威。示威從1979年10月16日起至20日被政府鎮壓，其後抗爭運動因朴正熙遇刺，韓國實施戒嚴而中止。